# سفرهای آقای کلکس
سفرهای آقای کِـلِـکْسْ (لهستانی: Podróże pana Kleksa) یک فیلم ماجراجویی فانتزی لهستانی است که در سال ۱۹۸۶ منتشر شد. در زمان اکران فیلم، ۸٬۶۷۸٬۷۹۱ بلیط برای آن فروخته شد.

## گزیدهٔ بازیگران
- پیوتر فرونچوسکی
- هنریک بیستا
- گئورگی ویتسین
- ایرینا گوبانووا
- یژی بونچاک
- ویسواف میخنیکوفسکی
- ووادیسواف کووالسکی
- ولادیمیر فیودروف
- لئون نیمچیک
- یانوش روینسکی
- ماریان گلینکا
- بوگوش بیلفسکی
- یان یانکوفسکی
- لخ اُردن
- میچیسواف چخوویچ